# Battesimo di Cristo (Ignacio de Ries)
Il Battesimo di Cristo è una pittura barocca di Ignacio de Ries, pittore fiammingo del XVII secolo, realizzata nel 1653 A.D., che si trova nella Cappella della Concezione presso la Cattedrale di Segovia (Castilla y León).

## Storia e descrizione
L'opera fa parte di una collezione dello stesso autore composta da altri cinque dipinti: Adorazione dei pastori, la Conversione di San Paolo, l'Albero della Vita, l'Incoronazione della Vergine e il Re Davide, che rappresentano i capolavori di questo artista, sotto l'influenza da Francisco de Zurbarán.
Il quadro in questione - nella cappella della Concezione della Cattedrale di Segovia - venne commissionato dal capitano Pedro Fernandez de Miñano e Contreras, governatore di Cadice, nel 1645. L'opera appare firmata come segue: Ignacio de Ries f. Siviglia, 1653.
Il dipinto è stato esposto alla mostra Le età dell'uomo nel 1988, presso la Cattedrale di Valladolid.